# 卡拉克雅
卡拉克雅（Calacirya）是托爾金小說的中土大陸中泰尼魁提爾山以北佩羅瑞的一道山隘。這是唯一的山峽穿過阿門洲的山脈。維拉將山脈封閉，但精靈開啟了，尤其是凡雅族精靈，他們需要呼吸外面的空氣。